# Kuřimská Nová Ves
Kuřimská Nová Ves (in tedesco Neudorf bei Gurein) è un comune della Repubblica Ceca facente parte del distretto di Brno-venkov, in Moravia Meridionale.